# 清元寿國太夫
清元 寿國太夫（きよもと じゅくにだゆう、1909年3月13日 - 1998年12月6日）は、清元節の太夫。本名、新野剛一。東京都墨田区出身。

## 経歴
- 1920年 - 清元和三造に入門。
- 1922年 - 清元和吉を名乗り、新富座の「清元流第一回演奏会」で初舞台。
- 1923年 - 改めて四代目清元栄寿太夫に入門、清元延寿太夫社中となり三代目清元菊輔を襲名。
- 1925年 - 宗家代稽古として関西に派遣され、家元宅にて若手育成の稽古を8年間勤める。
- 1933年 - 2月25日三味線立格に昇進。
- 1933年 - 5月、明治座の『保名』（六代目 尾上菊五郎所演）で五代目清元延寿太夫の立三味線を勤める。
- 1941年 - 9月30日、太夫に転向、清元寿國太夫の名を家元から許される。
- 1952年 - 9月、大阪・文楽座にて「在阪三十五周年記念演奏会」を開催。
- 1961年 - 9月清元美月太夫に改名、9月26日～27日明治座にて改名演奏会を開催。
- 1962年 - 6月22日～24日、大阪・御堂会館にて「清元美月太夫改名演奏会」を開催。
- 1964年 - 10月、清元協会設立にあたり理事となる。
- 1970年 - 10月4日～5日、国立劇場にて「芸歴五十年記念演奏会」を開く。
- 1976年 - 7月前名の寿國太夫に改名し、7月14日～16日東京証券会館にて改名披露演奏会を開催。
- 1984年 - 10月31日～11月1日大阪・国立文楽劇場で「芸道六十五周年記念演奏会」を開催。
- 1996年 - 12月歌舞伎座夜の部、「猿之助四十八撰の内義経千本桜忠信編」の「道行初音旅」（三代目 市川猿之助の佐藤忠信、七代目 中村芝翫の静）のタテ浄瑠璃で出演。いつもは竹本との掛合上演が多い場面を、清元の単独演奏で上演した。これが最後の舞台出演となった。

## 受章
- 1987年 - 勲四等瑞宝章を受章。
- 1989年 - 7月伝統文化ポーラ大賞・特賞を「清元節の保存・伝承」に対して受賞。

## 作曲
- 「扇」
- 「舟」
- 「鐘」
- 「菊がさね」
- 「鳥辺山」など。

## 改名歴
- 清元和吉（1920年から1923年）
- 三代目清元菊輔（1923年から1941年）
- 清元寿國太夫（1941年から1961年）
- 清元美月太夫（1961年から1976年）
- 清元寿國太夫（1976年から1998年）

## 家族
- 兄 - 初代清元一壽郎
- 弟 - 二代清元一壽郎
- 姉 - 清元延志女寿
- 息子 - 六代清元菊輔